# Daimler Fleetline
Der Daimler Fleetline – ab 1975 Leyland Fleetline – war ein Heckmotor-Doppeldeckerbus, der von 1960 bis 1973 in Coventry, Warwickshire, und von 1973 bis 1980 in Farington, Lancashire, gebaut wurde. Der Fleetline wurde vor allem für den heimischen Markt gebaut, aber viele Exemplare wurden auch nach Portugal, Südafrika und Hongkong exportiert. Ersetzt wurde er durch den Integralbus Leyland Titan (hauptsächlich für London) und den Chassisbus Leyland Olympian.

## Modellentwicklung
Der Fleetline war der zweite Heckmotor-Doppeldeckerbus, den ein britischer Hersteller konstruierte, nachdem der damalige Konkurrent Leyland 1958 den Leyland Atlantean einführte. Von Anfang an hatte der Fleetline eine Hinterachse, die so konstruiert war, dass zwar eine geringe Höhe zur Aufnahme des Mittelganges bestand, jedoch ohne dass hierdurch unbequeme Sitzgelegenheiten entstanden, wie bei dem Modell Atlantean von Leyland. Nach dem Marktstart des Fleetline reagierte Leyland mit einer sogenannten Dropdown-Hinterachse als Besonderheit. Der damalige Eigentümer von Daimler Jaguar fusionierte 1966 mit der British Motor Corporation (BMC) zur British Motor Holdings (BMH). Nach deren Fusion mit Leyland zur British Leyland Motor Corporation (BLMC) im Mai 1968 wurde diese Wahlmöglichkeit bei Leyland wieder aufgegeben.
Der Prototyp des Fleetline 1960 hatte noch einen quer im Heck stehend eingebauten Daimler-Dieselmotor, in der Serienproduktion wurden jedoch entweder Gardner-Motoren 6LX mit 10,5 Liter Hubraum und 150 PS oder 6LW-8,4-Liter mit 112 PS verwendet. Ab 1968 gab es wahlweise den leistungsfähigeren Gardner 6LXB 10,45-Liter-Motor mit 188 PS und ab 1970 den Leyland O.680 11,1-Liter-Dieselmotor mit 185 PS. Gardner-Motoren hatten einen ausgezeichneten Ruf für Zuverlässigkeit und Wirtschaftlichkeit, während Leyland-Motoren temperamentvoller waren, aber mehr Kraftstoff verbrauchten. Die meisten Kunden bevorzugten beim Fleetline Gardner-Motoren. Als Gardner aber die Nachfrage nicht mehr decken konnte, wurden auch die Leyland-Motoren populärer.
In den späten 1960er Jahren entwickelte Daimler den längeren 36-ft-Fleetline-Doppeldecker, der auf der Konstruktion des Chassis des Eindeck-Omnibusses Daimler Roadliner aufbaute. Dieses Chassis hatte einen quer im Heck liegend eingebauten Dieselmotor u. a. von Cummins-V6. Er war vor allem für den Export bestimmt, wurde aber auch von der Walsall Verkehrsgesellschaft gekauft.
Da es erhebliche Probleme mit den zu geräuschvollen Leyland-Motoren in den Fleetlines gab, entwickelte man Mitte der 1970er Jahre eine geräuschgeminderte Version des Fleetline, den B20 mit dem Leyland 0.690 11,3-Liter-Turbodieselmotor, der an den zwei Ventilator-„Schornsteinen“ beidseitig der unteren Heckscheibe und einer kleineren Motorhaube zu erkennen war. Diese Ausführung wurde für die London Transport Executive weiterhin mit Aufbauten von Park Royal und MCW produziert.
Wie bei vielen britischen Bus-Chassis einschließlich des vergleichbaren Leyland Atlantean wurden die Aufbauten zumeist von Karosserieherstellern geliefert. Daher ist oft äußerlich der Hersteller des Chassis nicht zu identifizieren. Einige trugen ein Herstelleremblem am Heck. Ein wesentlicher Unterschied zwischen dem Atlantean und dem Fleetline war, dass die Vorderseite der Motorhaube auf der Rückseite des Hecks beim Daimler um etwa 10 Grad geneigt war während diese beim Atlantean senkrecht war mit einer Kerbe an der Spitze.

## Fleetline in den verschiedenen Ländern

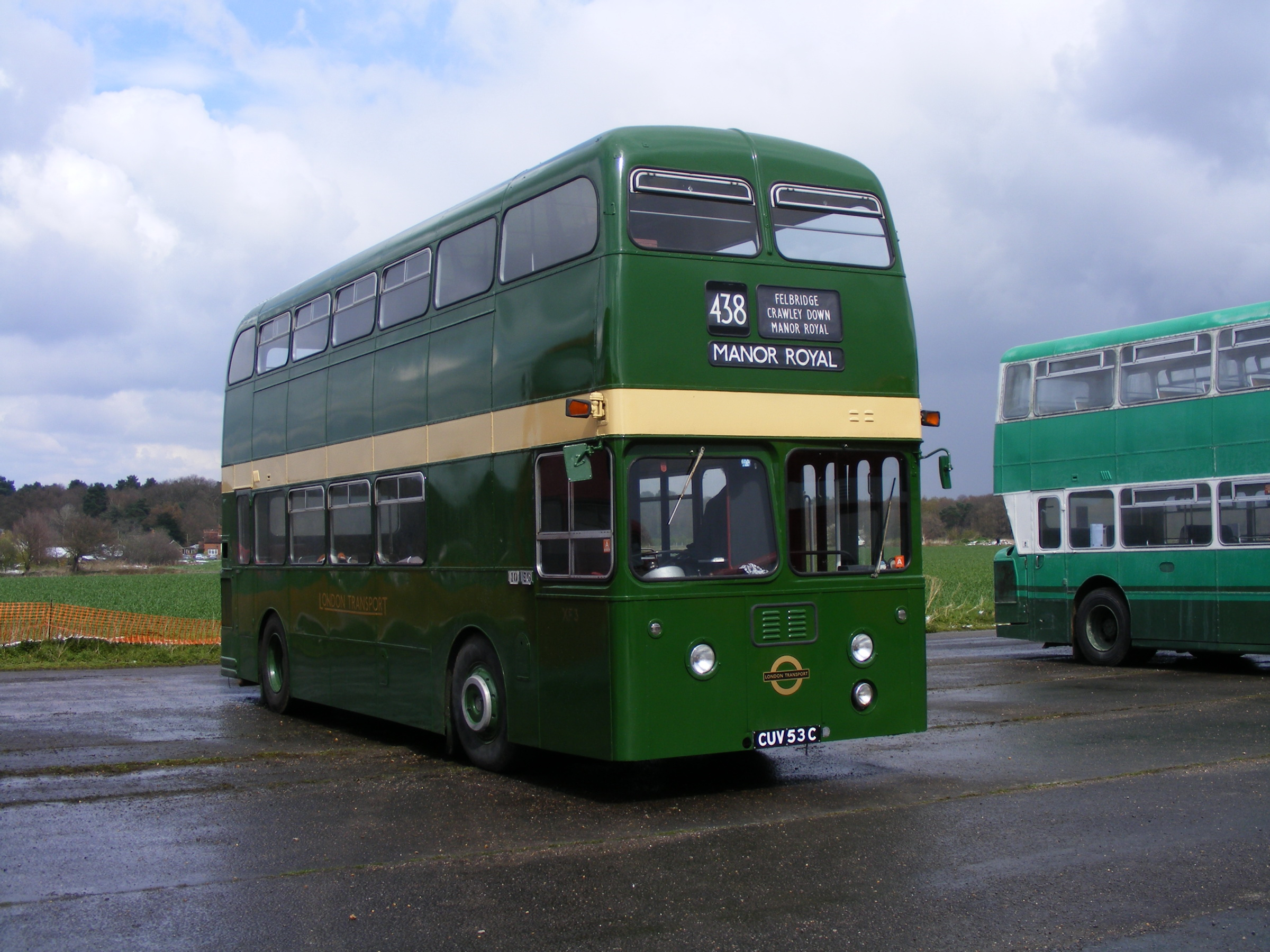
Daimler Fleetline von 1965 mit Aufbau von Park Royal, London Transport XF

### Vereinigtes Königreich von Großbritannien und Irland

#### Fleetline in London

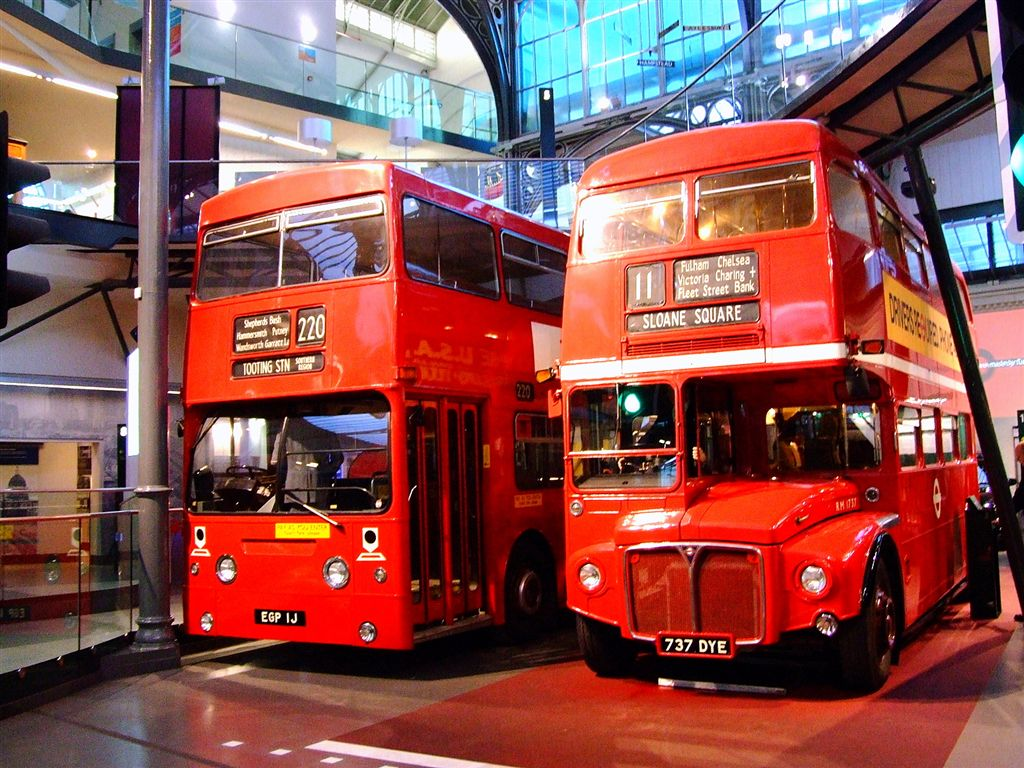
Der erste London DMS Fleetline, noch mit engstehenden Scheinwerfern, (links) neben dem AEC Routemaster, den er ursprünglich ersetzen sollte, aber vom Routemaster überlebt wurde

Bereits 1965 wurde vom London Transport Board eine kleine Serie von acht Daimler Fleetline Doppeldeckern mit PRV-Aufbau (XF-Typ) in Betrieb genommen und mit dem Konkurrenz-Typ Leyland Atlantean (XA-Typ) verglichen. Die acht nur mit Doppeltür vor der Vorderachse versehenen Busse des XF-Typs gingen 1970 an das Nachfolge-Unternehmen für den äußeren Bereich von London London Country Bus Services (LCBS), wo sie bis 1979 in Betrieb blieben. Anfang 1972 wurden elf Fleetline CRL6-30 mit Leyland O.680 11,1-Liter-Dieselmotor und zweitürigem Northern-Counties-Aufbau im LCBS-Depot Godstone in Dienst gestellt, die ursprünglich für Western Welsh vorgesehen waren.
Greater London Council (London Transport Executive) war der größte britische Fleetline-Kunde der 1970er Jahre. Dessen 2646 DMS- und DM-Modelle wurden von 1970 bis 1978 produziert, die letzten 400 als geräusch-geminderte Leyland B20. Zum Zeitpunkt der Auslieferung der ersten DM/DMS-London-Transport-Modelle (Dezember 1970) war der Daimler Fleetline bereits ein erfolgreiches Modell mit mehr als 3500 für andere Betreiber produzierten Fleetline-Bussen. Der Aufbau der DM/DMS stammte von MCW oder Park Royal Vehicles, die nur durch kleine Unterschiede (z. B. höhere Notausstiegstür auf der rechten Seite beim MCW-Aufbau) zu unterscheiden waren.
Das erste Fahrzeug im Dienst war DMS 1 um 04:54 Uhr am 2. Januar 1971 auf der Linie 220. Das letzte Fahrzeug war DMS 2438 am 2. Januar 1993 auf dem Rückweg um 18:45 Uhr.
Die erste Serie der London Fleetlines hatte Gardner-Motoren, insgesamt waren aber Leyland-Motoren in der Überzahl. Die letzten Exemplare B20 waren am wenigsten zuverlässig und viele von ihnen wurden in den 1980er Jahren mit Iveco-Motoren (836-S11) ausgestattet.
Die Nachfolger der DMS-/DM-Fleetlines in London waren die ab 1978 parallel beschafften Doppeldecker-Baureihen Leyland Titan (T) und MCW Metrobus (M), ab Mitte der 1980er Jahre auch der Leyland Olympian (L).
Es gab auch eine Reihe von DMS-/DM-Bussen, die vorzeitig verkauft wurden, auch 306 Wagen nach Hongkong. Darüber hinaus gingen fast 50 Fahrzeuge in die USA (Chicago, New York, Washington, Denver) als Sightseeing-Busse, von denen dann einige auf der rechten Seite vor der Hinterachse eine Doppelfalttür erhielten.

#### Außerhalb von London

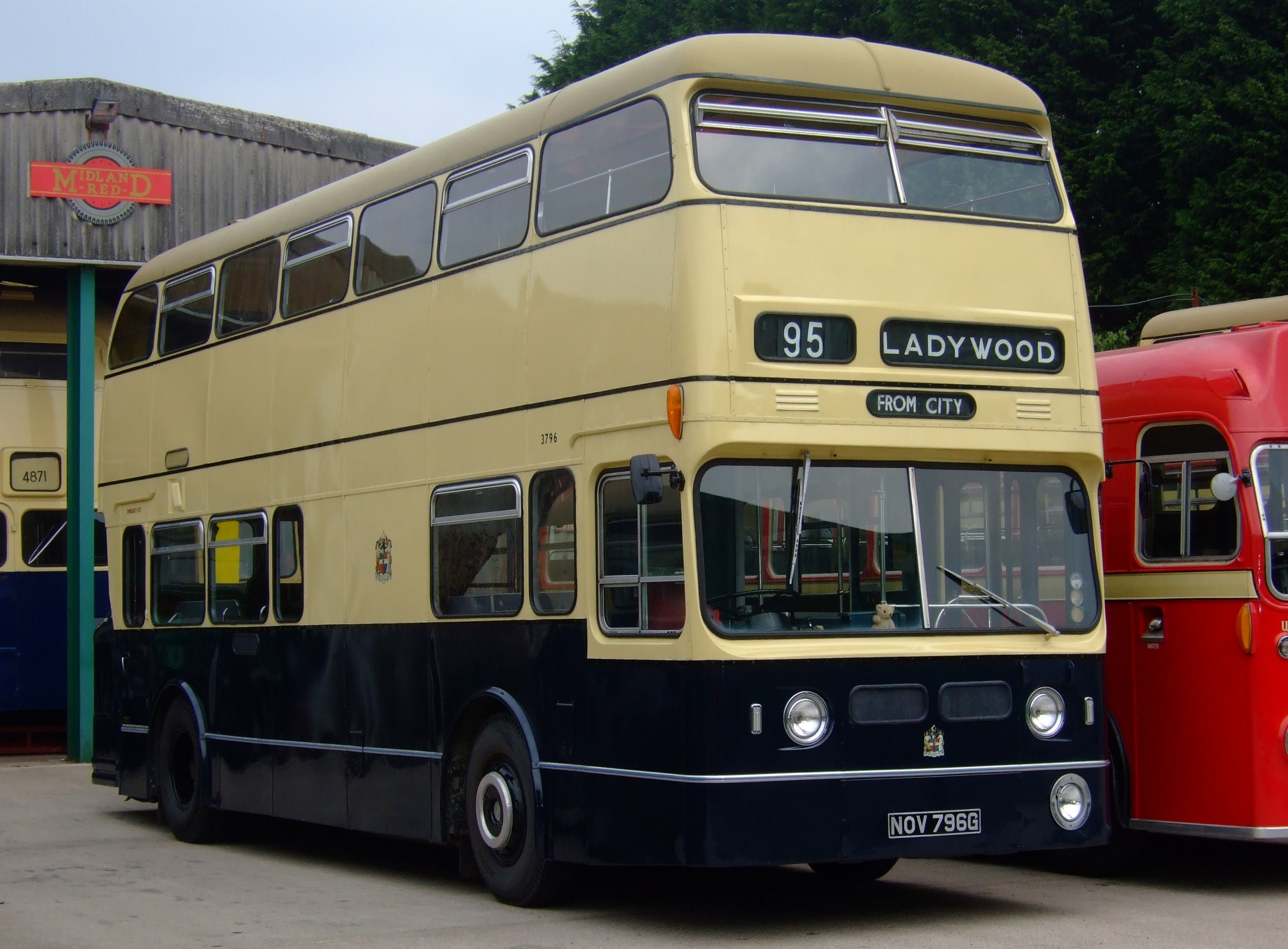
Birmingham City Transport Nr. 3796 West Midlands WMPTE betrieben über 2000 Fleetlines unterschiedlicher Art

Die zweitgrößte Flotte im Heimatmarkt betrieb die Birmingham Corporation und ihr Nachfolger West Midland Passenger Transport Executive (WMPTE) mit weit über 1000 Bussen, darunter die ersten Eindecker-Fleetlines von 1965. Andere, später zur WMPTE gehörenden kommunalen Verkehrsbetriebe erhöhten die Fleetline-Flotte von WMPTE auf mehr als 2100. WMPTE bevorzugte die Gardner-Motoren. Während jedoch Gardner von 1974 bis 1976 Lieferengpässe hatte, wurden 220 Fleetlines mit Leyland-Motoren ausgestattet. Allerdings waren die Leylands weniger zuverlässig, besonders in der hügeligen Landschaft, weswegen die meisten Busse in den frühen 1980er Jahren Gardner-Motoren nachgerüstet wurden. Bis 1997 waren noch 700 Fleetlines bei WMPTE im Einsatz.
Greater Manchester Passenger Transport Executive (GMP) bekam über 500 Fleetlines zusätzlich zu einer ähnlichen Zahl durch aufgekaufte Verkehrsunternehmen. Einer von ihnen – Nr. 583 von Lancashire United – wurde 1992 an Chester City Transport verkauft und dort als Nr. 79 bis Mai 2007 im Linienverkehr eingesetzt. Er wird in der Chester-City-Transport-Lackierung ausgestellt und nimmt regelmäßig an historischen Fahrten und ähnlichem teil.
South Yorkshire PTE (SYPTE) betrieb eine bedeutende Anzahl von Fleetlines während der späten 1960er und 1970er Jahre. Die meisten wurden schon nach wenigen Jahren ausgetauscht. Ein erhaltener Fleetline von SYPTE, WWJ754M, heute in Besitz der Sheffield Transport Group, ist in einem Museum in der Nähe von Doncaster ausgestellt.
Zur SYPTE kamen auch eine Reihe von 1973 zugelassenen Fleetline L, als es damals Doncaster Transport übernahm. Diese waren auf der beliebten Rotherham–Sheffield-Linie 69 fast 15 Jahre unterwegs. Sie hatten niedrigere Etagenhöhen, großen Kofferraum sowie Gepäckablagen über den Sitzen, da sie mehr im Überlandverkehr eingesetzt waren, und verfügten über gedämpfte bläuliche Innenbeleuchtung. Vor allem aber waren alle SYPTE Fleetlines mit komfortablen mit Leder oder Stoff bezogenen Sitzen ausgestattet.
Darüber hinaus gab es noch größere überregionale Abnehmer, wie zum Beispiel Municipal Bus oder Cardiff Bus, Busunternehmen der BET-Gruppe und Scottish Bus Group.

#### Außergewöhnliche Fleetlines
Das Walsall Busunternehmen betrieb einige nicht standardmäßige Fleetlines mit kurzem Radstand, von denen der erste 1 UDH nur 7,8 Meter lang war und keinen vorderen Überhang hatte. Die Tür war hinter der Vorderachse. Die nächsten 29 Fahrzeuge waren 8,38 Meter lang mit einem kurzen vorderen Überhang, aber wieder nur Zugang hinter der Vorderachse. Die restlichen 69 Wagen waren 8,68 Meter lang, mit einem schmalen Zugang an der üblichen Position, zusammen mit einer Tür hinter der Vorderachse. 1 UDH hatte einen Aufbau der Northern Counties Motor und Engineering Company.
Mehrere Betreiber kauften auch den Eindecker-Fleetline, wobei Birmingham City Transport 1965 die ersten waren.
Die Rotherham Gesellschaft kaufte zwei Eindecker-Fleetlines mit 45 Sitzplätzen und Duple-Coachbuilders-Aufbau. Mexborough Swinton und Traction Company bestellte drei ähnliche Fahrzeuge mit Marshall-Bus-Aufbau für White-Rose-Express-Dienste. Allerdings wurden sie durch die Übernahme im Oktober 1969 an Yorkshire Traction geliefert. Ende 1970 erhielt Yorkshire Traction noch neun 36 Fleetlines mit Walter-Alexander-W-Typ-Aufbau.
Zahlreiche Käufer ließen ihre Fleetlines mit anderen als den üblichen Motoren ausstatten, so Walsall mit einem Perkins-V8. Besonders bemerkenswert ist ein 1972er Fleetline von Teesside Municipal Transport (ehemals Middlesbrough Transport), der mit einem Rolls-Royce-Flüssiggas-Motor ausgestattet wurde.

### Hongkong
China Motor Bus (CMB) importierte zwischen 1972 und 1980 336 Fleetline-Doppeldecker, Kowloon Motor Bus (KMB) zwischen 1974 und 1979 450 Fleetline-Doppeldecker. CMB nannte ihre Modelle Jumbo (chinesisch 珍宝).
In den 1980er Jahren erwarben CMB und KMB Ex-London-Transport DMS-/DM-Fleetlines. Citybus Hong Kong und Argos Bus, Betreiber von nicht öffentlichen Verkehrsmitteln zum Beispiel für private Vermietung erwarben auch Secondhand-Fleetlines, einschließlich Ex-London-Transport-DMS/DM-Fleetlines.
Viele der Daimler/Leyland Fleetline aus Hongkong wurden in den 1990er Jahren nach China weiterverkauft, wo sie lange in Betrieb waren.

## Trivia
- Sowohl der erste als auch letzte gebaute Fleetline wurde durch Brand zerstört. Der Demonstrator 7000 HP, den Blue Bus Services aus Willington (später Derby Borough Transport) erworben hatte, brannte im Willington-Depot am 5. Januar 1976 aus. Der letzte gebaute Fleetline, ehemals bei South Notts Bus Company mit der Zulassungsnummer SCH 117X im Einsatz, fiel einem Brand im Nottingham Transport Heritage Centre am 21. Februar 2007 zum Opfer, nachdem er ursprünglich für die Restaurierung gekauft worden war.

- In den späten 1990er Jahren restaurierte Guangzhou Sightseeing Bus Ltd. (heute Guangzhou Suijing Bus Co. Ltd.) einige der Ex-Hongkong-Daimler/Leyland-Fleetline-Doppeldecker. Diese wurden bekannt als Eagle Fleetline (chinesisch 巨鹰 珍宝 巨鹰 珍宝). Bis Oktober 2008 waren sie in Betrieb.[7]